# Епархия Нолы
Епархия Нолы (лат. Dioecesis Nolana, итал. Diocesi di Nola) — епархия Римско-католической церкви в составе митрополии Неаполя, входящей в церковную область Кампании.

## История
Уже в II веке христианство появилось в муниципии Нола.